# نسیبه بنت حارث
ام عطیه نسیبه دختر حارث از صحابیات محمّد پیامبر اسلام و از جمله انصار است.
نسیبه به معنی با اصل‌ و نسب است. نسیبه در لغت‌نامه‌های دیگر به معنی عاشقانه و مهرورز است.نسیبه در داستان‌های عاشقانه ی کهن شرقی نام قهرمان زن داستان بود.